# 当且仅当
当且仅当（英語：if and only if，），在數位邏輯中，逻辑算符反互斥或閘（英語：Exclusive NOR）是对两个运算元的一种邏輯分析类型，符号为XNOR或ENOR或{\displaystyle \Leftrightarrow }。与一般的邏輯或非NOR不同，當兩兩數值相同為是，而數值不同時為否。在数学、哲学、逻辑学以及其他一些技术性领域中被用来表示“在这个条件成立，并且仅在这个条件成立时”之意。当命题{\displaystyle p,q}满足“{\displaystyle p}则{\displaystyle q}”且“仅当{\displaystyle p}则{\displaystyle q}”时，称为“当且仅当{\displaystyle p}则{\displaystyle q}”，其他等价的说法有“{\displaystyle q}当且仅当{\displaystyle p}”；“{\displaystyle p}是{\displaystyle q}的充分必要条件（充要條件）”；“{\displaystyle p}等价于{\displaystyle q}”。
一般而言，當我們看到“当且仅当{\displaystyle p}则{\displaystyle q}”，我們可以知道“如果{\displaystyle p}成立時，則{\displaystyle q}一定成立；如果{\displaystyle q}成立時，則{\displaystyle p}也一定成立”；“如果{\displaystyle p}不成立時，則{\displaystyle q}一定不成立；如果{\displaystyle q}不成立時，則{\displaystyle p}也一定不成立”。

## 当且仅当

### 标记
与此相对应的逻辑符号是{\displaystyle \leftrightarrow }和{\displaystyle \Leftrightarrow }。这两个通常被当作是相等的。但是，一些数学教科书，特别是那些关于一阶逻辑而非命题逻辑对此有所区别，在那里前者被用来表示逻辑公式，后者表示那些公式的推理（譬如说在元逻辑中）。

### 证明
设{\displaystyle p}与{\displaystyle q}為两命题，在证明“当且仅当{\displaystyle p}则{\displaystyle q}”时，这相当于去同时证明陈述“如果{\displaystyle p}成立，则{\displaystyle q}成立”和“如果{\displaystyle q}成立，则{\displaystyle p}成立”。另外，也可以证明“如果{\displaystyle p}成立，则{\displaystyle q}成立”和“如果{\displaystyle p}不成立，则{\displaystyle q}不成立”，后者作为对偶，等价于“如果{\displaystyle q}成立，则{\displaystyle p}成立”。

### 有关英语缩写的开端
在出版物中，英语的表示标记最早出现在约翰·L·凯利的《一般拓扑学》中。它的发明通常被认为是归于数学家保罗·哈尔莫斯，但在哈尔莫斯的自传中却声明该标记另有出处，他只是首先在数学领域使用。

## “当”与“当且仅当”
简单地，如下的两个例子可以说明这两者的不同：
1. 冰淇淋是香草口味的，小王会吃。
換言之：如果冰淇淋是香草口味的，那么小王一定会吃。
2. 当且仅当冰淇淋是香草口味的，小王会吃。
換言之：如果冰淇淋是香草口味的，那么小王一定会吃；且如果小王有吃冰淇淋，那么冰淇淋一定是香草口味的。

第1句指小王一定会吃香草口味的冰淇淋，但没有排除他会吃香草口味以外冰淇淋的可能性，能肯定的是他不会拒绝香草口味的冰淇淋。
第2句指小王一定吃且只吃香草口味的，他不会吃其它口味的冰淇淋。

## 进一步的思考
用「当且仅当」连接两个句子造成的句子被称为是“双条件句”。“当且仅当”把两个句子结合成新的句子。它不应该跟描述两个句子之间关系的“逻辑等价”混淆。
双条件句“当且仅当{\displaystyle p}则{\displaystyle q}”，是用{\displaystyle p}和{\displaystyle q}来陈述{\displaystyle p}和{\displaystyle q}所描述的事件状况之间的关系。
相对照的，“{\displaystyle p}逻辑等价于{\displaystyle q}”则注重两个句子：它只是陈述两个句子之间的关系，而不是它们所介绍的什么事情。
这里的区别非常容易混淆，已经使得很多哲学家迷惑。当然，在“{\displaystyle p}逻辑等价于{\displaystyle q}”时，“当且仅当{\displaystyle p}则{\displaystyle q}”为真，但是它的逆并不成立。让我们重新考虑上面的句子：
- 当且仅当冰淇淋是香草口味，则小王会吃这个冰淇淋。

很清楚，对于这个特定的双条件句，两个半句之间并没有逻辑等价。
在哲学和逻辑学中，“当且仅当”通常用作定义，因为定义被认为是全称量化的双条件句。但在数学中，相比起“当且仅当”，如果通常被用于定义。这里给出一些使用到“当且仅当的”真陈述，也是真双条件句（第一句是一个定义的例子）：
- 当且仅当一个人是未婚且可结婚的男人，则他是单身男性。
- 当且仅当{\displaystyle x=1}，则{\displaystyle x+1=2}。
- 对于任意命题{\displaystyle p,q,r}，当且仅当{\displaystyle (p\land q)\land r}，则{\displaystyle p\land (q\land r)}。

## 更一般的用法
“当且仅当”在逻辑领域以外，在数学出版物或者普通的谈话中也会用到。如同上面所说，它指的是某个陈述是另外一个的充分必要条件。这是一个数学术语的例子。